# إيزابيل بلانكو
إيزابيل بلانكو (بالنرويجية: Isabel Blanco‏) مواليد 10 مايو 1979 في برجن، هي لاعبة كرة يد نرويجية. مثلت منتخب النرويج لكرة اليد للسيدات. حققت المركز الأول في بطولة أوروبا لكرة اليد للسيدات 2004.

## سجل المنافسة
شاركت في البطولات التالية:
- بطولة العالم لكرة اليد للسيدات 2013

## الميداليات
| الميدالية | المسابقة                            |
| --------- | ----------------------------------- |
| ذهبية     | بطولة أوروبا لكرة اليد للسيدات 2004 |
| ذهبية     | بطولة أوروبا لكرة اليد للسيدات 2008 |

## روابط خارجية
- إيزابيل بلانكو على موقع IMDb (الإنجليزية)
- إيزابيل بلانكو على موقع الاتحاد الأوروبي لكرة اليد (الإنجليزية)
- إيزابيل بلانكو على موقع الاتحاد النرويجي لكرة اليد (النرويجية)